# 롱 워크 (영화)
"롱 워크"(영어: The Long Walk)는 2025년 개봉 예정인 미국의 디스토피아 공포 영화이다. 프랜시스 로런스가 감독을 맡았으며, 스티븐 킹의 동명 소설이 영화의 원작이다.